# 薩拉托加戰
薩拉托加戰鬥（1777年9月19日-10月7日）是薩拉托加戰役中的一場戰鬥，也是美國獨立戰爭中的一場決定性戰鬥。當時英国将军約翰·伯戈因率领一支军队自加拿大的尚普兰山谷南下，希望与一支从纽约北上的英军和另一支从安大略湖东进的英军會師；目标是攻占奥尔巴尼。不過另外兩支部隊遲遲未趕到預計的會師地點，結果約翰·伯戈因在距離預計的會師地點24公里的地方被美国軍隊包围。英軍和美軍發生了兩次戰鬥，雙方互有勝負。最終約翰·伯戈因在没有援軍支援的情況下決定撤退至萨拉托加（现今的舒勒维尔），并于10月17日向美軍投降。